# Røn
Røn este o localitate din comuna Vestre Slidre, provincia Oppland, Norvegia, cu o suprafață de 0,52 km² și o populație de 307 locuitori (2013).